# Sansac-Veinazès
Sansac-Veinazès è un comune francese di 210 abitanti situato nel dipartimento del Cantal nella regione dell'Alvernia-Rodano-Alpi.

## Società

### Evoluzione demografica
Abitanti censiti